# Siège de Syracuse (213 av. J.-C.)
Pour les articles homonymes, voir Siège de Syracuse.
Deuxième guerre punique
Batailles
219 av. J.-C. : Sagonte
218 av. J.-C. : Rhône, Cissa, Tessin, La Trébie
217 av. J.-C. : Victumulae, Plaisance, Èbre, Lac Trasimène, Geronium
216 av. J.-C. : Cannes, Selva Litana, Nola (1re)
215 av. J.-C. : Cornus, Dertosa, Nola (2e)
214 av. J.-C. : Nola (3e) 
 213 av. J.-C. : Syracuse
212 av. J.-C. : Capoue (1re), Silarus, Herdonia(1re)
 211 av. J.-C. : Bétis, Capoue (2e)
210 av. J.-C. : Herdonia (2e), Numistro
209 av. J.-C. : Asculum, Carthagène
208 av. J.-C. : Baecula
207 av. J.-C. : Grumentum, Métaure
206 av. J.-C. : Ilipa, Carthagène (2e) (ca)
204 av. J.-C. : Crotone
203 av. J.-C. : Utique, Grandes Plaines
202 av. J.-C. : Zama
Le siège de Syracuse est un siège effectué par les Romains durant la deuxième guerre punique, de 213 à 212 av. J.-C..
Après douze mois, Marcus Claudius Marcellus s'empare de la ville malgré les ingénieuses défenses conçues par Archimède, notamment sa griffe d'Archimède. Dans le pillage qui suit la prise de la ville, un soldat romain tue Archimède sans le reconnaître.

## Date
La date du siège de Syracuse a longtemps été sujette à débat, puisque Tite-Live incorpore les premiers événements du conflit contre Syracuse, dont la prise de Léontini, dans son récit de 214 av. J.-C. La prise de Léontini et le début du siège de Syracuse ont eu lieu en 213 av. J.-C..

## Contexte

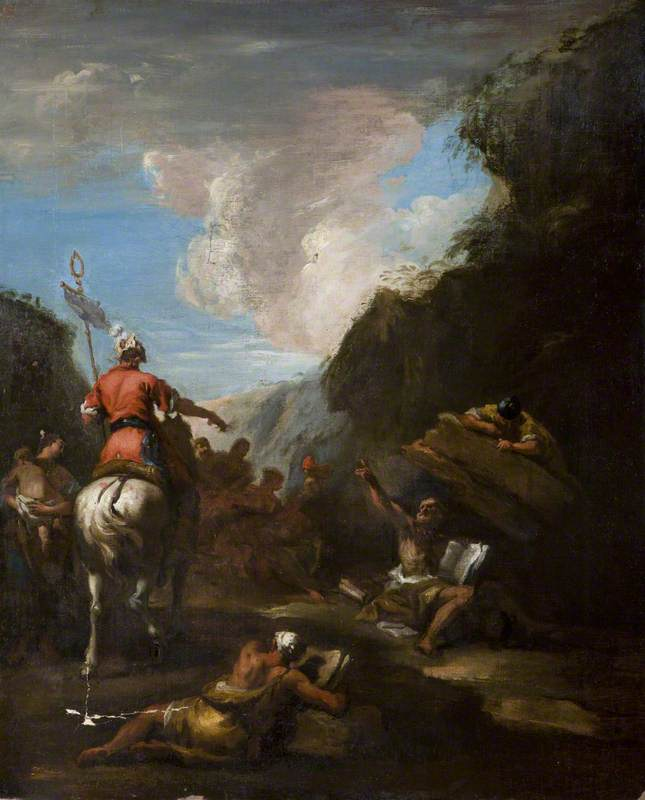
Le roi Hiéron de Syracuse demande à Archimède de fortifier la ville par Sebastiano Ricci (1720).

La Sicile, qui fut arrachée au contrôle carthaginois pendant la première guerre punique (de 264 à 241 av. J.-C.), est la première province de la République romaine à ne pas faire directement partie de l'Italie continentale. Le royaume de Syracuse est une région alliée indépendante située au sud-est de l'île et un proche allié de Rome pendant le long règne du roi Hiéron II. En 215 av. J.-C., le petit-fils de Hiéron, Hiéronymus, accède au trône à la mort de son grand-père et Syracuse tombe sous l'influence d'une faction anti-romaine, comprenant deux de ses oncles, parmi l'élite syracusaine. Malgré l'assassinat de Hiéronyme et le retrait des dirigeants pro-carthaginois, la réaction menaçante de Rome face au danger d'une alliance syracusaine avec Carthage force les nouveaux dirigeants républicains de Syracuse à se préparer à la guerre.
Malgré les tentatives diplomatiques, la guerre éclate entre la République romaine et le royaume de Syracuse en 214 av. J.-C., alors que les Romains sont encore occupés à lutter contre Carthage au plus fort de la Deuxième guerre punique (218-201 av. J.-C.).
Une force romaine dirigée par le proconsul Marcus Claudius Marcellus soutenu par le promagistrat Appius Claudius Pulcher assiège par conséquent la ville portuaire par mer et par terre en 213 av. J.-C.. La ville de Syracuse, située sur la côte orientale de la Sicile, est réputée pour ses importantes fortifications, de grandes murailles qui protègent la ville des attaques. Parmi les défenseurs de Syracuse se trouve le mathématicien et scientifique Archimède qui aide à la défense de la ville.

## Déroulement de la bataille

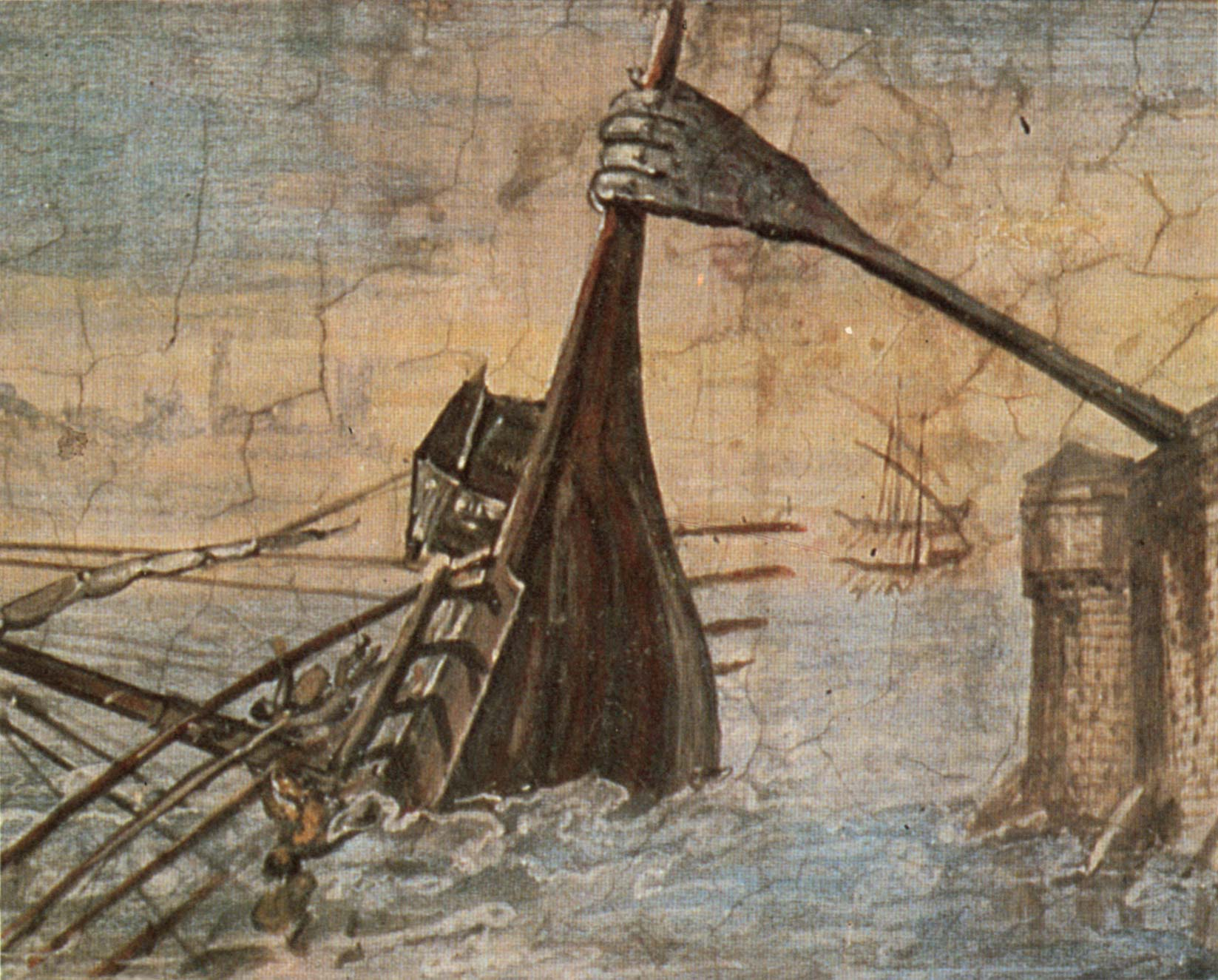
La griffe d'Archimède peinte par Giulio Parigi vers 1600 en prenant le nom de « main de fer » au sens littéral.

Archimède développe parmi les défenses de la ville ce qui sera nommée la griffe d'Archimède. Il utilise également ses souvenirs des catapultes de Ctesibios et les miroirs ardents grace auxquels il a théorisé l'infini.

## Conclusion
Marcus Claudius Marcellus ordonne qu'Archimède ne soit pas tué. Archimède, qui a environ 78 ans, poursuit ses études après la brèche des défenses par les Romains et, alors qu'il est chez lui, son travail est perturbé par un soldat romain. Archimède proteste contre cette interruption et demande au soldat de partir. Le soldat, ne sachant pas qui il est, tue Archimède sur le coup.

## Postérité
Archimède et le siège de Syracuse sont reconstitués dans le film Cabiria (1914) et le film La Charge de Syracuse (1960). Le manga Eurêka ! (2002) d'Hitoshi Iwaaki et le film Indiana Jones et le Cadran de la destinée (2023) y font référence.